# Chapelle Sainte-Anne de Rohars
La chapelle Sainte-Anne est un édifice religieux catholique désacralisé situé à Bouée dans le département de la Loire-Atlantique en France.

## Généralités
La chapelle Sainte-Anne est située au hameau de Rohars, à 3 km au sud du bourg de Bouée, en bordure des marais qui forment à cet endroit les rives de l'estuaire de la Loire. Il s'agit d'un édifice simple à plan rectangulaire, muni sur un côté d'une sacristie.

## Historique
La chapelle est le dernier témoin du prieuré de Rohars, un établissement de l'ordre de Saint Augustin dépendant de l'abbaye Sainte-Marie de Pornic. Son existance est avérée au moins depuis le XIVe siècle. Endommagée en 1705 par une tempête, elle est reconstruite en 1707 ; elle est restaurée en 1848, date à laquelle est ajoutée une sacristie.
Laissée à l'abandon depuis 1967, elle tombe progressivement en ruines. Devenue bien communal en 2004, une reconstruction est entamée en 2005 et la chapelle est réhabilitée en novembre 2011.
La chapelle n'est plus un lieu de culte ; elle abrite régulièrement des expositions et des concerts durant l'été.